# Monsef Bakrar
Monsef Bakrar (in arabo منصف بكرار‎?; Sétif, 13 gennaio 2001) è un calciatore algerino, attaccante della Dinamo Zagabria.

## Carriera

### Club

#### Gli inizi
Cresciuto nel settore giovanile dell'ES Sétif, esordisce in prima squadra il 9 gennaio 2021, in occasione dell'incontro di campionato vinto per 1-5 contro il CA Bordj Bou Arreridj. Il 6 febbraio successivo, invece, realizza la sua prima rete nella massima divisione algerina, nella vittoria per 4-1 ai danni del MC Oran.
Il 20 luglio 2022 viene acquistato dai croati dell'Istria 1961, con cui colleziona 33 presenze e 8 reti complessivamente.

#### New York City
L'11 luglio 2023 viene acquistato per circa 2 milioni di euro dal New York City.

### Nazionale
Ha giocato nella nazionale algerina Under-23.
Nel 2024 ha esordito nella nazionale maggiore algerina.

## Statistiche

### Presenze e reti nei club
Statistiche aggiornate al 26 luglio 2022.
| Stagione        | Squadra         | Campionato      | Campionato | Campionato | Coppe nazionali | Coppe nazionali | Coppe nazionali | Coppe continentali | Coppe continentali | Coppe continentali | Altre coppe | Altre coppe | Altre coppe | Totale | Totale |
| Stagione        | Squadra         | Comp            | Pres       | Reti       | Comp            | Pres            | Reti            | Comp               | Pres               | Reti               | Comp        | Pres        | Reti        | Pres   | Reti   |
| --------------- | --------------- | --------------- | ---------- | ---------- | --------------- | --------------- | --------------- | ------------------ | ------------------ | ------------------ | ----------- | ----------- | ----------- | ------ | ------ |
| 2020-2021       | ES Sétif        | L1              | 17         | 3          |                 | -               | -               | CCC                | 4                  | 1                  |             | -           | -           | 21     | 4      |
| 2021-2022       | ES Sétif        | L1              | 21         | 6          |                 | -               | -               | CCL                | 9                  | 0                  |             | -           | -           | 30     | 6      |
| Totale ES Sétif | Totale ES Sétif | Totale ES Sétif | 38         | 9          |                 | -               | -               |                    | 13                 | 1                  |             | -           | -           | 51     | 10     |
| 2022-2023       | Istria 1961     | 1.HNL           | 0          | 0          | CC              | 0               | 0               |                    | -                  | -                  |             | -           | -           | 0      | 0      |
| Totale carriera | Totale carriera | Totale carriera | 38         | 9          |                 | 0               | 0               |                    | 13                 | 1                  |             | -           | -           | 51     | 10     |

### Cronologia presenze e reti in nazionale
| Cronologia completa delle presenze e delle reti in nazionale ― Algeria | Cronologia completa delle presenze e delle reti in nazionale ― Algeria | Cronologia completa delle presenze e delle reti in nazionale ― Algeria | Cronologia completa delle presenze e delle reti in nazionale ― Algeria | Cronologia completa delle presenze e delle reti in nazionale ― Algeria | Cronologia completa delle presenze e delle reti in nazionale ― Algeria | Cronologia completa delle presenze e delle reti in nazionale ― Algeria | Cronologia completa delle presenze e delle reti in nazionale ― Algeria |
| Data                                                                   | Città                                                                  | In casa                                                                | Risultato                                                              | Ospiti                                                                 | Competizione                                                           | Reti                                                                   | Note                                                                   |
| ---------------------------------------------------------------------- | ---------------------------------------------------------------------- | ---------------------------------------------------------------------- | ---------------------------------------------------------------------- | ---------------------------------------------------------------------- | ---------------------------------------------------------------------- | ---------------------------------------------------------------------- | ---------------------------------------------------------------------- |
| 22-3-2024                                                              | Baraki                                                                 | Algeria                                                                | 3 – 2                                                                  | Bolivia                                                                | Amichevole                                                             | -                                                                      | 70’                                                                    |
| 26-3-2024                                                              | Baraki                                                                 | Algeria                                                                | 3 – 3                                                                  | Sudafrica                                                              | Amichevole                                                             | -                                                                      | 59’                                                                    |
| 6-6-2024                                                               | Baraki                                                                 | Algeria                                                                | 1 – 2                                                                  | Guinea                                                                 | Qual. Mondiali 2026                                                    | -                                                                      | 84’                                                                    |
| 10-6-2024                                                              | Kampala                                                                | Uganda                                                                 | 1 – 2                                                                  | Algeria                                                                | Qual. Mondiali 2026                                                    | -                                                                      | 69’                                                                    |
| Totale                                                                 |                                                                        | Presenze                                                               | 4                                                                      |                                                                        | Reti                                                                   | 0                                                                      |                                                                        |